# مارتين بيريز
مارتين بيريز (بالإسبانية: Martín Pérez) (ولد في عام 1991  م) هو لاعب كرة قاعدة، من فنزويلا، يلعب كمرسل الكرة ‏.

## التعليم
تعلم في جامعة المحيط الهادئ ‏.

## روابط خارجية
- مارتين بيريز على موقع دوري كرة القاعدة الرئيسي (الإنجليزية)
- مارتين بيريز على موقعبيزبول رفرنس.كوم (الدوري الرئيسي) (الإنجليزية)
- مارتين بيريز على موقعبيزبول رفرنس.كوم (الدوري الثانوي) (الإنجليزية)
- مارتين بيريز على موقع إي إس بي إن.كوم (أم.أل.بي) (الإنجليزية)
- مارتين بيريز على موقع مشجعي الرسوم البيانية (الإنجليزية)